# Eckerd Open 1989
Eckerd Open 1989 — жіночий тенісний турнір, що проходив на відкритих кортах з ґрунтовим покриттям у Тампі (США). Належав до турнірів 3-ї категорії в рамках Туру WTA 1989. Відбувсь усімнадцяте і тривав з 17 до 23 квітня 1989 року. Восьма сіяна Кончіта Мартінес здобула титул в одиночному розряді й отримала 40 тис. доларів США.

## Фінальна частина

### Одиночний розряд
Кончіта Мартінес —  Габріела Сабатіні 6–3, 6–2
- Для Мартінес це був 2-й титул за сезон і 3-й — за кар'єру.

### Парний розряд
Бренда Шульц /  Андреа Темашварі —  Еліз Берджін /  Розалін Феербенк 7–6(8–6), 6–4
- Для Шульц це був єдиний титул за сезон і 1-й — за кар'єру. Для Темешвалі це був єдиний титул за сезон і 9-й — за кар'єру.